# David Jacobs (escritor)
David Jacobs (Baltimore, Maryland, 12 de agosto de 1939-Burbank, California, 20 de agosto de 2023) fue un guionista, productor y director de televisión estadounidense. Conocido por ser el creador de la serie de CBS, Dallas.

## Biografía
David Jacobs nació en Baltimore, en 1939. Era el mayor de dos hijos (con una hermana menor). Sus padres judíos eran de recursos modestos. David describió a su padre, Melvin (vendedor de electrodomésticos), como corredor de apuestas, campeón de billar, cantante y compositor, y a su madre, Ruth, como la mujer que “lo alejó de todo eso”.
Jacobs se educó en la escuela secundaria Baltimore City College y recibió un BFA del Maryland Institute College of Art. Poco después de graduarse, se mudó a la ciudad de Nueva York, donde trabajó como ilustrador e investigador para la Enciclopedia Grolier. Pronto se expandió como escritor independiente de artículos de no ficción, el más conocido de los cuales se refería al arquitecto e inventor Richard Buckminster Fuller. 
Contrajo matrimonio con la actriz Lynne Oliansky, con quien tuvo una hija: Albyn Hall. Tiempo después se divorciaron. Más tarde, se casó con su segunda esposa, Diana, con quien tuvo dos hijos, Aaron y Molly. Jacobs se mudó a Los Ángeles para estar más cerca de su hija y probó suerte como escritor de guiones. Su guion para una miniserie piloto propuesta sin nombre se llamó más tarde Dallas. La miniserie tuvo tanto éxito que el programa se convirtió en una serie continua, que llegó a las catorce temporadas en el periodo 1978-1991. Además, la serie homónima de reinicio que se emitió entre 2012 y 2014. La serie Dallas consolidó su carrera como escritor y productor.
Posteriormente creó la secuela California, que debutó en 1979 y se emitió durante catorce temporadas hasta 1993.
Jacobs luchó contra la enfermedad de alzheimer en años posteriores. Falleció a los 84 años, por complicaciones de una serie de infecciones en el Centro Médico Providence Saint Joseph en Burbank, California, el 20 de agosto de 2023.

## Publicaciones
Escribió varios libros, entre los que destacan:
- "Master Painters of the Renaissance" (1968), un libro para niños sobre los grandes artistas del Renacimiento.
- "Police, a Precinct at Work" (1975) con Sara Ann Friedman. El libro era una serie de historias basadas en seis meses de viajes de los autores con la policía del distrito 24 de Nueva York.
- "Chaplin, the Movies & Charlie" (1975).

También colaboró en diversas publicaciones como Esquire, Newsweek, Holiday y The New York Times Magazine, y trabajó como editor de historias para American Heritage.